# ТТС-ИС
Тяжелый транспортный самолет интегральной схемы (ТТС-ИС) — проект российского транспортного самолёта, разрабатываемого в ЦАГИ с 2014 года. Представляет собой сверхтяжёлый экранолёт с взлётной массой 1000 тонн, полезной нагрузкой 500 тонн, c дальностью полёта более 6000 км, крейсерской скоростью 500 км/час. Компоновка аппарата была предложена инженером ЦАГИ Александром Крутовым. 
По другим данным, самолет будет сверзвуковым с крейсерской скоростью не менее 1900 км/ч и дальностью до 8600 км. ЦАГИ планировал представить проект на международном авиасалоне МАКС-2017.
Экранопланы, базирующиеся на воде, чувствительны к волнению на море. Кроме того, не каждый порт способен принять такой аппарат. Для ТТС-ИС этих проблем не существует. «Оптимальная высота полета ТТС-ИС выше восьми метров, так что никакие волны ему не страшны», — объясняет начальник отдела аэродинамики транспортных самолетов ЦАГИ Альберт Петров. ТТС-ИС будет осуществлять межконтинентальные грузоперевозки и базироваться на сухопутных аэродромах, как обычный самолет.

### Испытания
В октябре 2018 года в ЦАГИ приступили к испытаниям модели ТТС-ИС.
На данном этапе испытаний специалисты провели исследование аэродинамических характеристик модели на "внеэкранных" режимах, то есть при движении на больших высотах вдали от водной поверхности. В ходе испытаний были определены эффективность органов управления и влияние основных элементов модели - мотогондол, вариантов носовой части, законцовок крыла - на характеристики. Полученные данные будут использованы для совершенствования аэродинамической компоновки.
Чуть позже были проведены испытания в присутствии экрана, имитирующего земную поверхность.
Ближе к концу 2018 года специалисты ЦАГИ провели очередной этап испытаний. В ходе проводимых испытаний специалисты оценивали аэродинамические показатели. Физическая картина обтекаемости поверхностей объекта является одним из важнейших аспектов создания планера. Для реализации поставленной цели ЦАГИ использует уникальную аэродинамическую трубу малых скоростей. Для оценки обтекаемости поверхностей корпуса нового самолета был использован так называемый метод «шелковинок».
Он заключается в навешивании специальных приспособлений по всей поверхности кузова, которые показывают отклонения при взаимодействии с потоками ветра. Подобная визуализация позволяет провести эффективную оценку аэродинамических показателей созданной компоновки. Специалисты фиксируют направления местных скоростей на модели и устанавливают места начала отрывных течений. 
В ходе проводимого исследования выяснилось, что центроплан сохраняет безотрывное обтекание на углах атаки, которые превышают эксплуатационный диапазон. Полученные данные позволили ученым ЦАГИ еще ближе подойти к созданию столь перспективной воздушной машины.

## Технические характеристики
- Экипаж: 9 [4]
- Грузоподъёмность:
- Длина: 75 м
- Размах крыльев: 95 м
- Соотношение сторон: 3 к 4
- Вес: 1 000 000 кг
- Скорость: 450-550 км/ч
- Дальность: 6 000 км
- Практический потолок: 3 000 м
- Подъёмная сила: 25-30
- Нагрузка на крыло: 370 кг / м2

### Технические сложности
В настоящее время отсутствует один из главных элементов аппарата — мощный двигатель тягой в 50 тс. Для обеспечения экономичного полета с крейсерской скоростью до 500 км/ч должны быть использованы турбореактивные двигатели сверхбольшой степени двухконтурности или винтовентиляторные силовые установки. «Мы полагаем, что технически проект осуществим в начале 2030-х годов», — рассказывает Александр Крутов.